# سیارک ۶۲۱۹۰
سیارک ۶۲۱۹۰ (به انگلیسی: 62190 Augusthorch، نامگذاری:2000SS44) شصت و دو هزار و صد و نودمین سیارک کشف شده‌است که در ۲۶ سپتامبر ۲۰۰۰ کشف شد.